# Dolmen de Los Llanos
Los Llanos es un dolmen situado entre las localidades alavesas de Guardia y Kripan, construido en el Neolítico y Calcolítico. Está situado junto a la ermita de San Sebastián y fue descubierto por José Ignacio Vegas en 1982.

## Descripción
Es un dolmen en forma de corredor. Cuenta con seis losas que delimitan una cámara funeraria poligonal (3 mx 2,60 m) y un pasadizo de 103 cm de ancho. Este último contiene cinco ortostatos que aún mantienen su posición original. La altura de las losas del piso en la cámara es de 1,62 metros, pero en el pasillo es de 85 cm. Como ocurre en la mayoría de los casos, no queda rastro de la cubierta. El túmulo está hecho de piedras grandes y tierra. Gran parte del mismo no ha sido excavado y está cubierto de maleza.

## Monumento clasificado
El 26 de julio de 2011 fue declarado, mediante el Decreto 183/2011, de 26 de julio, bien cultural en la categoría de monumentos junto con el resto de dólmenes que forman el Conjunto Monumental "Dólmenes de las tierras bajas del Territorio Histórico de Álava".
Los monumentos dolménicos de las tierras bajas del Territorio Histórico de Álava se encuentran situados en: la Llanada de Álava, principalmente en Rioja Alavesa, en Lantarón y Cuartango. Podría estar relacionado con otros similares en estructura, cronología y material de la meseta central de la península ibérica. Los dólmenes incluidos en el conjunto monumental son: La Cabaña de la Bruja y El Encinal (Elvillar); Layaza, San Martín, Alto de la Huesera y Los Llanos (Guardia); El Sotillo (Leza /Guardia); La Mina y La Lastra (Lantarón); Sorginetxe (Salvatierra); Aizkomendi (Santa María); San Sebastián Sur, San Sebastián Norte, Gurpide Sur y Gurpide Norte (Kuartango) y El Montecillo (Villabuena Álava).